# 巴爾的摩海蘭斯 (馬里蘭州)
巴爾的摩海蘭斯（英語：Baltimore Highlands）是位於美國馬里蘭州巴爾的摩縣的一個普查規定居民點。

## 人口
根據2020年美國人口普查的數據，巴爾的摩海蘭斯的面積為4.71平方千米，當中陸地面積為4.49平方千米，而水域面積為0.22平方千米。當地共有人口7740人，而人口密度為每平方千米1,643.31人。